# Mistrzostwa Europy w Lekkoatletyce 1982 – bieg na 400 m przez płotki mężczyzn

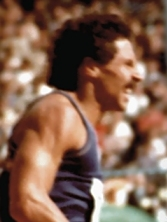
Harald Schmid (1981)

Bieg na dystansie 400 metrów przez płotki mężczyzn był jedną z konkurencji rozgrywanych podczas XIII mistrzostw Europy w Atenach. Biegi eliminacyjne zostały rozegrane 6 września, biegi półfinałowe 7 września, a bieg finałowy 8 września 1982 roku. Zwycięzcą tej konkurencji został reprezentant Republiki Federalnej Niemiec Harald Schmid, który w finale ustanowił rekord Europy czasem 47,48 s. W rywalizacji wzięło udział dwudziestu jeden zawodników z piętnastu reprezentacji.

## Rekordy
| Rekord świata     | Edwin Moses (USA)   | 47,13 | Mediolan, Włochy      | 03.07.1980 |
| Rekord Europy     | Harald Schmid (FRG) | 47,85 | Turyn, Włochy         | 04.08.1979 |
| Rekord mistrzostw | Harald Schmid (FRG) | 48,51 | Praga, Czechosłowacja | 31.08.1978 |

## Wyniki

### Eliminacje
Rozegrano trzy biegi eliminacyjne. Do półfinałów awansowało po czterech najlepszych zawodników każdego biegu eliminacyjnego (Q) oraz czterech spośród pozostałych z najlepszymi czasami (q).
Bieg 1
| Miejsce | Zawodnik           | Czas  | Uwagi |
| ------- | ------------------ | ----- | ----- |
| 1       | Harald Schmid      | 49,27 | Q     |
| 2       | Serge Guillen      | 50,07 | Q     |
| 3       | Wasyl Archypenko   | 50,10 | Q     |
| 4       | Toma Tomow         | 50,36 | Q     |
| 5       | Jeorjos Wamwakas   | 50,84 | q     |
| 6       | Marceliano Ruiz    | 51,10 |       |
| 7       | José Carvalho      | 51,35 |       |
| 8       | István Simon-Balla | 51,61 |       |

Bieg 2
| Miejsce | Zawodnik            | Czas  | Uwagi |
| ------- | ------------------- | ----- | ----- |
| 1       | Uwe Ackermann       | 49,48 | Q     |
| 2       | Aleksandr Charłow   | 50,52 | Q     |
| 3       | Franz Meier         | 50,68 | Q     |
| 4       | Michael Zimmerman   | 50,71 | Q     |
| 5       | Christer Gullstrand | 50,75 | q     |
| 6       | Krasimir Demirew    | 50,89 | q     |
| 7       | José Alonso         | 50,95 | q     |

Bieg 3
| Miejsce | Zawodnik           | Czas  | Uwagi |
| ------- | ------------------ | ----- | ----- |
| 1       | Ryszard Szparak    | 50,51 | Q     |
| 2       | Aleksandr Jacewicz | 50,83 | Q     |
| 3       | Saverio Gellini    | 51,27 | Q     |
| 4       | Sven Nylander      | 51,40 | Q     |
| 5       | Horia Toboc        | 51,65 |       |
| 6       | Olivier Gui        | 52,39 |       |

### Półfinały
Rozegrano dwa półfinały. Do finału awansowało po czterech najlepszych zawodników każdego biegu półfinałowego (Q).
Półfinał 1
| Miejsce | Zawodnik          | Czas  | Uwagi |
| ------- | ----------------- | ----- | ----- |
| 1       | Harald Schmid     | 49,84 | Q     |
| 2       | Wasyl Archypenko  | 49,98 | Q     |
| 3       | Sven Nylander     | 50,03 | Q     |
| 4       | Toma Tomow        | 50,10 | Q     |
| 5       | Franz Meier       | 50,53 |       |
| 6       | Michael Zimmerman | 50,83 |       |
| 7       | Jeorjos Wamwakas  | 50,85 |       |
| 8       | José Alonso       | 51,00 |       |

Półfinał 2
| Miejsce | Zawodnik            | Czas  | Uwagi |
| ------- | ------------------- | ----- | ----- |
| 1       | Uwe Ackermann       | 49,32 | Q     |
| 2       | Aleksandr Jacewicz  | 49,55 | Q     |
| 3       | Ryszard Szparak     | 49,79 | Q     |
| 4       | Aleksandr Charłow   | 50,00 | Q     |
| 5       | Serge Guillen       | 50,40 |       |
| 6       | Saverio Gellini     | 50,59 |       |
| 7       | Christer Gullstrand | 50,61 |       |
| 8       | Krasimir Demirew    | 51,45 |       |

### Finał
| Miejsce | Zawodnik           | Czas  | Uwagi |
| ------- | ------------------ | ----- | ----- |
| 1       | Harald Schmid      | 47,48 | ER    |
| 2       | Aleksandr Jacewicz | 48,60 |       |
| 3       | Uwe Ackermann      | 48,64 |       |
| 4       | Wasyl Archypenko   | 48,68 |       |
| 5       | Ryszard Szparak    | 49,41 | [ 4 ] |
| 6       | Aleksandr Charłow  | 49,56 |       |
| 7       | Sven Nylander      | 49,64 |       |
| 8       | Toma Tomow         | 50,10 |       |